# NGC 4589
NGC 4589 (други обозначения – UGC 7797, MCG 12-12-13, ZWG 352.38, ZWG 335.17, PGC 42139) е елиптична галактика (E2) в съзвездието Дракон.
Обектът присъства в оригиналната редакция на „Нов общ каталог“.